# Hyakutake
Hyakutake fue un programa de televisión orientado al público infantil y juvenil, emitido en La 2 de TVE entre 1998 y 2000.

## Programa
El programa se estrenó como un espacio contenedor el día 3 de agosto de 1998. Estaba presentado por Lucía Muñoz y Óscar Perezdolz, con Carla Ricart y Miquel Fernández como colaboradores. Se emitía las tardes de lunes a jueves en la segunda cadena de Televisión Española. 
El programa combinaba la emisión de series y dibujos animados para público infantil y adolescente con actuaciones musicales en vivo, entrevistas, juegos, reportajes y participación de los espectadores con llamadas telefónicas, correo electrónico y página web. El nombre provenía del cometa Hyakutake, descubierto en 1996, y contaba con sintonía propia. Entre sus invitados en dos años de emisión, destacó una entrevista a The Cranberries.